# Sordellina punctata
Sordellina punctata is een slang uit de familie toornslangachtigen (Colubridae) en de onderfamilie Dipsadinae.

## Naam en indeling
De wetenschappelijke naam van de soort werd voor het eerst voorgesteld door Wilhelm Peters in 1880. Oorspronkelijk werd de naam Xenodon punctatus gebruikt. Het is de enige soort uit het monotypische geslacht Sordellina.

## Verspreiding en habitat
Sordellina punctata komt voor in delen van Zuid-Amerika en leeft endemisch in Brazilië. De slang is hier aangetroffen in de kuststreken van de staten Santa Catarina, São Paulo, Paraná en Rio de Janeiro. De habitat bestaat uit vochtige tropische en subtropische laaglandbossen. De soort is bekend van zeeniveau tot op een hoogte van ongeveer 900 meter boven zeeniveau.

## Beschermingsstatus
Door de internationale natuurbeschermingsorganisatie IUCN is de beschermingsstatus 'veilig' toegewezen (Least Concern of LC).